# مسفر البيشي
مسفر البيشي(ولد في 31 مايو 1988-) لاعب كرة قدم سعودي و يلعب في مركز الوسط.

## مسيرة اللاعب
لعب سابقاً في نادي الحزم ونادي الشعلة والنادي العربي ونادي الكوكب ونادي السد ونادي الأنوار.

## روابط خارجية
- مسفر البيشي على موقع Soccerway.com (الإنجليزية)
- مسفر البيشي على موقع كووورة